# Frost, Texas
Frost är en ort i Navarro County, Texas, USA.